# Бобруйський бій
Бої за Бобруйськ між Вермахтом та РСЧА велися на південній частині радянського Західного фронту протягом 13-30 липня 1941 року в ході Смоленської битви.

## Передмова
Після оточення основних сил радянського Західного фронту в Білостоцькому та Мінському «котлах» практично виходять на оперативний простір німецькі моторизовані корпуси.
Переслідуючи розбиті частини 4-ї радянської армії, 3-тя танкова дивізія генерал-лейтенанта В. Моделя 28 червня зайняла Бобруйськ. 24-й мотокорпус 2-ї танкової групи генерала Гудеріана, котрий діяв на південному фланзі групи армій «Центр», виходить до Дніпра та починає боротьбу за плацдарми на другому березі річки.

## Радянський контрнаступ (13-17 липня 1941)
Через стратегічне розташування Бобруйська — на Варшавському шосе — з Бреста на Москву, радянське командування зосереджує тут великі військові сили. На південному крилі Західного фронту зосереджується 21-ша армія, якою спочатку керував Будьонний, а з 10 липня — генерал-полковник Ф. І. Кузнецов. Станом на 10 липня тут зосереджувалося три стрілецьких і один механізований корпус.
10 липня починається новий наступ німецьких військ в східному напрямі — 24-й, 46-й та 47-й моторизовані корпуси. Основні сили німецького 24-го моторизованого корпусу форсують Дніпро біля Старого Бихова, 1-ша кавалерійська дивізія Вермахту зосередилася біля Рогачова. 46-й мотокорпус генерала Г. фон Фітингофа — 10-та танкова дивізія та дивізія СС «Райх» висувається до Дніпра біля Шклова та південніше, відтіснивши передові загони радянських 61-го стрілецького, 20-го механізованого та 4-го повітряно-десантних корпусів. 10-та німецька мотодивізія форсувала Дніпро біля Борколабово; до полудня дивізії 24-го мотокорпусу займають Следюки та Сидоровичі та переймають контроль над шосе Могильов — Гомель, німецький плацдарм сягає розмірів 7 на 10 кілометрів.

Німецькі солдати в зайнятому Бобруйську

11 липня німецька танкова група починає форсувати Дніпро на нових ділянках — 47-й мотокорпус — південніше Орші та зайняв два плацдарми — біля Бабиничів та Кописі, 46-й мотокорпус зайняв плацдарм під Шкловом — біля Августового та Плещиць.
В боях 10-11 липня німецький 24-й моторизований корпус захоплює плацдарм біля Старого Бихова. Відбивши радянські контратаки, 13 липня 24-й мотокорпус розгортає наступ в напрямі Кричева та Рославля, разом з тим того дня починається радянський наступ на Бобруйськ.
Основну ударну силу радянської 21-ї армії, котра здійснювала наступ під Бобруйськом, складали три стрілецькі дивізії 63-го стрілецького корпусу комкора О. Г. Петровського.
13 липня радянські війська відкидають німецьку кавалерійську дивізію, форсували Дніпро та зайняли Жлобин й Рогачов. 232-га стрілецька дивізія 66-го стрілецького корпусу завдавала допоміжний удар, форсувавши Дніпро побіля Стрешина, просунулася вглиб німецького розташування на 80 кілометрів по болотах та зайняла Паричі, взяла під контроль переправу через Березину. Тоді ж з метою контратаки на Жлобін через Дніпро переправляється «Чорний» 63-й корпус. 137-ма стрілецька дивізія вступає в зустрічний бій з частинами німецької 4-ї танкової дивізії біля сіл Червоний і Пустий Осовець під Чаусами, за добу боїв німці відкинуті на 5-7 кілометрів, проте вже 14 липня 137-ма дивізія опинилася в оточенні.
Дещо пізніше перейшов в атаку на німецький плацдарм 67-й стрілецький корпус біля Старого Бихова.
14 липня підрозділи 63-го радянського корпусу вибили нацистів з Жлобіна, до кінця дня вийшли на 25-40 кілометрів південніше та південно-західніше Бобруйська, зайнявши Близнеці і Рогачов. Того ж дня німецький передовий загін зміг прорватися через Пропойське і Чауське шосе та до кінця дня захопив плацдарм в 20 кілометрах від Чаус біля Горбович на річці Раста.
15 липня німецькі частини впритул підійшли до Чаус, продовжувалися бої на плацдармі біля річки Раста. Радянські війська без зв'язку, частини без керування відходять. Бойова група Г. Ебербаха — 2 танкові батальйони з артилерією та розвідувальний батальйон — відкинула підрозділи 42-ї стрілецької дивізії, захопила переправи через річку Проню та зайняла Пропойськ. 102-га радянська стрілецька дивізія в ході контрнаступу зайняла Лудчици біля Старого Бихова, далі просунутися не змогла.
Для відкинення радянського контрнаступу терміново перекидаються німецькі піхотні частини — проти 63-го стрілецького корпусу — дві дивізії 53-го армійського корпусу, проти сил 66-го радянського корпусу — частини 43-го армійського корпусу; загальне керівництво на південному фланзі групи армій «Центр» приймає штаб 2-ї армії під керівництвом генерал-полковника М. Фон Вейхса.
52-га піхотна дивізія генерал-майора Лотара Рендуліча, котра йшла з резерву Головного командування сухопутних військ під Могильов, завдає по радянських контратакуючих силах зустрічного удару з району Озерани по західному березі річки Друть та спиняє наступаючих на Бобруйськ червоноармійців. 43-й армійський корпус в боях витісняє радянські сили з Паричів та в швидкому часі з Парицького району. Під Старим Биховом проти радянського 67-го стрілецького корпусу рушає 12-й армійський корпус.
16 липня був пошкоджений береговою артилерією та потоплений екіпажем монітор «Вінниця» Пінської військової флотилії біля Нової Білиці. Бойова група Клімана під ранок поновлює наступ і займає Чауси, згодом зав'язався бій за незруйнований залізничний міст в 2 кілометрах відмістечка, який нацисти під вечір зайняли; в середині дня німці захоплюють переправу біля села Путьки через Проню, під вечір вийшли до Молятичів — цим 3-тя танкова дивізія завершила оточення 13-ї радянської армії. На Поліссі 75-та стрілецька дивізія відійшла з боями на рубіж Гулевичі — Вильча.

## Бойові дії 17-30 липня 1941
17 липня радянський контрнаступ захлинувся; 63-й корпус витіснений за Дніпро, проте радянські бійці втримали Жлобин і Рогачов. 24-й німецький моторизований корпус проривається до Кричева — тут в оборонному бою під селом Сокольничі старший сержант Микола Сиротинін підбив понад 10 танків та БТР. Радянський 25-й механізований корпус, що готувався до наступу на Бобруйськ, перекидається під Кричев, на той час частини німецької 3-ї танкової дивізії вже були у Лобковичах, на річці Сож; ударні сили 24-го мотокорпусу зімкнулися. Під вечір того ж дня нацистські війська зайняли Кричев, а вночі на 18 липня захопили плацдарм на другому березі річки Сож. 52-га німецька піхотна дивізія зупинила наступ 63-го стрілецького корпусу в бою на шосе Бобруйськ — Рогачов, тоді загинуло до 1000 радянських військових, приблизно стільки ж було полонено.
18 липня 137-ма стрілецька дивізія виходить з оточення біля Пропойська, 19 липня прорвалася до річки Сож, за двоє діб пробилася на другий берег. 102-га стрілецька дивізія в боях відтіснена до Нового Бихова, 151-ша дивізія намагалася в зустрічному бою розвинути наступ на Бобруйськ.
19 липня 42-га дивізія 28-го корпусу після спроб вирватися з оточення разом з 20-м стрілецьким корпусом та невдачі, намагається вирватися самостійно; 143-тя стрілецька дивізія в оточенні під Чаусами втратила 2/3 складу. Тривав тяжкий цілоденний бій 151-ї стрілецької дивізії в міжріччі Дніпра та Сожа біля переправи під Старим Биховом; нацистські сили атакували від Смолиці та до кінця дня зайняли село Палки. Там же прийняла бій 50-та танкова дивізія полковника Б. С. Бахарова, було знищено до 2-х німецьких батальйонів, 35 вантажівок, 12 гармат, 2 штабні автобуси, сама дивізія втратила не менше 8 Т-26 та 3 Т-34. 219-та стрілецька дивізія тримала бій під Пропойськом, втратила вбитими та пораненими до 300 чоловік, направлені на її підтримку із складу 50-ї танкової дивізії 10 Т-26, до стрілецької дивізії не пробилися.
20 липня відбувається радянська контратака на німецьку 10-ту моторизовану дивізію під Пропойськом, 4-та танкова дивізія, щойно підійшовши, відбила її; один полк 219-ї мотодивізії намагався вибити нацистів з Пропойська. 134-та німецька дивізія зайняла Паричі та почала налагоджувати переправу через Березину, по якій на Щедрин рушили моторизовані з'єднання 260-ї піхотної дивізії. 75-та стрілецька дивізія, маючи в складі 1600 людей, вела бій за Житковичі.
На ранок 21 липня в складі 50-ї танкової дивізії лишалося справних 19 Т-26 та 15 Т-34, вела бої під Обидовичами. Частини 55-ї стрілецької та 219-ї мотострілецьких дивізій продовжували атакувати Пропойськ. Німецький наступ під Довськом успіху не приніс, було вбито до двох батальйонів нацистської піхоти.
22 липня радянське командування знову ставить завдання розбити німецьке Бобруйсько-Биховське угрупування. Основного удару доручалося завдати 67-му корпусу генерал-майора К. М. Галицького в напрямі Старого Бихова з метою розблокувати оточений Могильов.
Того ж дня з Полісся в рейд по німецьким тилам скеровується три кавалерійські дивізії кавгрупи полковника О. І. Бацкалевича під загальним керівництвом генерал-інспектора кавалерії РСЧА О. І. Городовикова. Німецькі сили випередили удар 50-ї танкової дивізії, і радянська атака в швидкому часі була зупинена. Пінська вйськова флотилія перевезла стрілецький полк через Дніпро, котрий атакував німецькі сили в Коротковичах та Мормалі, в тому бою загинуло керівництво полку. 260-та німецька піхотна дивізія, атакуючи, займає Чернин.
23 липня оперативна група 28-ї армії генерала В. Я. Качалова наступає з Рославля на Смоленськ. Частини 4-ї армії та 25-го механізованого корпусу поновлюють атаки на Чериков і Пропойськ, на вечір зайняли частину Пропойська, але були вибиті; 25-й мехкорпус був зупинений з великими втратами; 20-й стрілецький корпус відходив через Сож. Кавалерійська група змогла пробитися до Осиповичів та перебрати контроль над шосе Слуцьк — Бобруйськ.
24 липня проводилася радянська атака на Пропойськ без успіху; після нападу німецьких сил на позиції двох полків 137-ї стрілецької дивізії в бою стрілецький батальйон втратив 200 бійців, гаубичний полк — 470, через Сож з гаубичного полку відійшли менше 100 людей з 1 гарматою. Кавалерійська група Бацкалевича в ході рейду з боєм зайняла Глуськ. В бою під Паричами частини 232-ї стрілецької дивізії зазнали значних втрат, з німецького боку — 90 вбитих та 500 поранених. Атаку нацистів на Ракшин відбито з допомогою моніторів Березінського загону річкових кораблів, проте радянські війська відходять.
25 липня починається чергова спроба наступу на Бобруйськ — 63-м стрілецьким корпусом комкора Л. Г. Петровського; 25-й мехкорпус вчергове зупинений на підступах до міста, 50-та танкова дивізія втратила значну кількість танків — станом на 24 липня було 149 танків, на 29 липня — 56. До вечора радянські частини вийшли на рубіж Веричев — Заболоття — Великий ліс — Рудня Мала — Лесань.
Справа від 21-ї армії 13-та армія Західного фронту вела тяжкі бої за Пропойськ і Кричев.
Радянські спроби контрнаступів були швидко притлумлені, а вже 26 липня оточені залишки радянських військ в Могильові починають прориватися з оточення; 117-та стрілецька дивізія вела бої на рубежі Бахань — Зелена Роща, 187-ма стрілецька — по лінії Роги — Прудок, 151-ша стрілецька дивізія в контратаці змогла зайняти Веть. 160-та стрілецька дивізія, маючи в своєму складі 1200 чоловік, під вечір продовжувала наступ на Зимоніно. Німецька передова посилюється 112-ю піхотною дивізією, радянські сили в Бахані відрізані, командир 21-го стрілецького корпусу генерал-майор Д. Ю. Закутний полонений, до ночі частина 117-ї дивізії вирвалася з оточення.
27 липня створюється «група Гришина» — радянські підрозділи, що намагаються вийти з оточення — 137-ма дивізія — 3500 військових, 160-та дивізія — 1500, 132-га — 900, 143-тя дивізія — 300, 148-ма дивізія — 300, з інших частин — 300, загальною кількість близько 6800 при 52 гарматах. Радянський 4-й повітряно-десантний корпус й надалі намагався захопити Михеєвичі, 55-та стрілецька дивізія пробилася до південної околиці Пропойська. 155-та стрілецька дивізія намагалася провести контратаку в напрямі Великої Зимниці, але в бою була зупинена, 151-ша стрілецька дивізія в бою витіснена на південь від Іскані. Кавалерійська група Бацкалевича намагалася прорватися через Варшавське шосе на півдні Мінської області, нацисти кинули на рейдуючих до 2-х мотополків з танками та артилерією за підтримки авіації, керівництво бригади повідомляло, що в бою було вбито до батальйону нацистських вояків, підбито 3 танки, 2 літаки, знищено 2 гармати, 5 вантажівок.
28 липня 45-й стрілецький корпус вів бої на східному березі річки Сож біля Мстиславля. 28-й стрілецький корпус форсував Сож та намагався провести атаку біля Черикова. Кавалерійська група Бацкалевича припиняє активні дії, трьома полками проводила диверсійні дії, 87-ма німецька піхотна дивізія перекриває її дії.
Вночі з 28 на 29 липня німецькі сили починають з великими для себе втратами контрнаступ проти радянського 63-го корпусу. Північніше Рогачова вишли з оточення залишки управління 3-ї армії під керуванням генерал-лейтенанта В. І. Кузнецова, котрі пробивалися аж від Гродно; наступного дня вони були вже на передовій.
29 липня 148-ма стрілецька дивізія з боями продовжує просуватися на річку Сож та займає Полохово (Смоленська область). 4-й повітряно-десантний полк, «7-й зведений полк» та «8-й зведений полк» вели бої на річці Сож, захоплюючи населені пункти на короткий час з великими втратами.

Монітори «Житомир і Вінниця» польської побудови

30 липня радянська 21-ша армія отримує наказ перейшти до оборони. До того часу кавалерійська група Бацкалевича в часі рейду по тилах була розчленована та блокована, полонено 815 кавалеристів, проте більша частина кінноти змогла вирватися з оточення.

## Втрати сторін
Втрати 21-ї радянської армії в боях з 11 по 20 липня 1941 року склали 5800 бійців, з них 990 вбитими та 2280 пропалими безвісти; з 21 по 31 липня — 14500, 2356 та 2760 відповідно. 50-та танкова дивізія втратила 14 Т-34 (з 57) і 18 Т-26 (з 50).
Протягом боїв 28-30 липня 7-ма бригада втратила вбитими 70 бійців, пораненими 580, зниклими безвісти 600, через Сож евакуювалися з усієї бригади тільки 13 людей; у 8-ї бригади — вбитих 190, поранених 610, пропалих безвісти 1060.
Станом на грудень 2013 року встановлено в 97 братських могилах на території Бобруйського району імена 1320 радянських солдатів, понад 30000 невідомих.